# Diego Viera
Diego Francisco Viera Ruiz Díaz (Asunción, Paraguay, 30 de abril de 1991) es un futbolista paraguayo, juega de defensor en Club Libertad  de la Primera División de Paraguay

## Trayectoria
Debutó el 5 de diciembre de 2010 con Cerro Porteño, jugó 7 partidos en el Torneo Apertura 2010 (Paraguay).
Jugó por todo el 2012 en Tacuary, jugó la Copa Sudamericana 2012, siendo habitual titular. A final de temporada descendió de categoría.
Luego de ser prestado al Sportivo Luqueño, vuelve a Cerro Porteño para jugar la Copa Libertadores 2014 compartiendo la defensa con Carlos Bonet y Mathías Corujo. En aquella Copa llegó hasta octavos de final.

### Godoy Cruz
A inicios del 2015 fue contratado por Godoy Cruz. Jugó la Copa Libertadores 2017 donde llegó hasta los octavos de final, siendo eliminado por Gremio.

## Selección nacional
Fue convocado para participar del Campeonato Sudamericano de Fútbol Sub-20 de 2011. Marcó el primer gol de Paraguay en el campeonato frente a Brasil de Neymar quien marcó 4 goles, el encuentro que terminó 4-2 a favor de los brasileños. Compartió la defensa con Gustavo Gómez.

## Clubes
| Club             | País      | Año           | Partidos | Goles |
| ---------------- | --------- | ------------- | -------- | ----- |
| Cerro Porteño    | Paraguay  | 2011          | 10       | 0     |
| Rubio Ñu         | Paraguay  | 2011          | 1        | 0     |
| Tacuary          | Paraguay  | 2012          | 46       | 3     |
| Sportivo Luqueño | Paraguay  | 2013          | 31       | 2     |
| Cerro Porteño    | Paraguay  | 2014          | 5        | 0     |
| Godoy Cruz       | Argentina | 2015-2019     | 92       | 3     |
| Libertad         | Paraguay  | 2019-presente |          |       |